# The Joker (singolo)
The Joker è un singolo del gruppo musicale statunitense Steve Miller Band, pubblicato nell'ottobre 1973 come primo estratto dall'album omonimo.

## Descrizione
Il brano è accreditato a Eddie Curtis, Steve Miller e Ahmet Ertegün, in quanto viene utilizzata una parte del testo di Lovey Dovey, brano dei The Clovers scritto da Ertegün.

## Promozione
La canzone è stata utilizzata in uno spot televisivo della Levi's nel 1990.

## Tracce
7"
1. The Joker – 3:36
2. Something to Believe In – 4:40

## Formazione
- Steve Miller – chitarra, voce
- Gerald Johnson – basso, cori
- Dick Thompson – organo
- John King – batteria

## Cover
Nel 1997 la cantante canadese k.d. lang ha inciso una sua cover per l'album Drag.
Il DJ Fatboy Slim, per l'album Palookaville, uscito nel 2004, ha registrato una sua versione con la collaborazione di Bootsy Collins.
Il duo hip hop Twiztid ha inciso una cover per la raccolta Cryptic Collection Vol. 3 (2004).
Nel 2006 Jason Mraz ha realizzato una cover per la colonna sonora del film Happy Feet.
Il gruppo statunitense Puddle of Mudd ha eseguito una versione del brano per l'album Re:(disc)overed, datato 2011.
Il musicista Ace Frehley ha pubblicato la sua cover nell'album Space Invader (2014).
Inoltre il brano è stato eseguito dal vivo da diversi gruppi o artisti tra cui The Smashing Pumpkins, Tim McGraw, Keith Urban, Jack Johnson e Luke Bryan. 

## Altri utilizzi
Per quanto riguarda l'utilizzo di sample tratti dal brano, ne sono presenti in Summer and Lightning delle Electric Light Orchestra, in Angel di Shaggy e in Gangsta of Love di Colt Ford.